# Gördesknoten

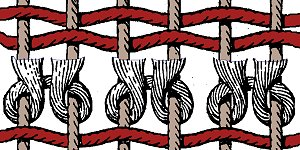
Symmetrischer, „türkischer“ oder „Gördes“-Knoten

Ein Gördesknoten ist ein symmetrischer Doppelknoten, der in handgeknüpften Orientteppichen angewendet ist. Hierbei wird der zur Herstellung des Flors verwendete Wollfaden so um zwei Kettfäden geschlungen, dass die beiden Enden eines Knotenfadens zwischen den entsprechenden beiden Kettfäden wieder nach oben herausgeführt werden. Im Unterschied zum asymmetrischen Sennehknoten umschlingt der Florfaden beide Kettfäden vollständig.
Obwohl diese Knotentechnik in allen Regionen verwendet wird, in denen Teppiche von Hand geknüpft werden, wird sie doch häufig mit anatolischen Teppichen in Verbindung gebracht. Bei der Analyse der Teppichstruktur kann die Verwendung symmetrischer Knoten am besten erkannt werden, wenn der Teppichflor senkrecht zum Verlauf der Kettfäden aufgebogen wird, so dass die Basis des Knotens freiliegt. Die beiden Florfäden liegen beim symmetrischen Knoten mittig über der Knotenschlinge.